# Луценко Олена Костянтинівна
Олена Костянтинівна Луценко (1917, містечко Корнин, тепер смт. Попільнянського району Житомирської області — ?) — українська радянська діячка, дільничний агроном Станіславчицької та Рахнянської МТС Вінницької області. Депутат Верховної Ради УРСР 2—3-го скликань.

## Життєпис
Народилася у бідній селянській родині. Закінчила семирічну школу та Корнинський технікум захисту рослин на Житомищині. Трудову діяльність розпочала агрономом—ентомологом Кільченської машинно-тракторної станції (МТС) Дніпропетровської області.
У 1938—1940 роках — слухач Ленінградського інституту підвищення кваліфікації спеціалістів сільського господарства.
З квітня 1940 року — агроном—ентомолог із організації спостережних пунктів у Південно-Казахстанській області Казахської РСР.
Член ВКП(б) з 1943 року.
З жовтня 1945 року — дільничний агроном Станіславчицької машинно-тракторної станції (МТС) Станіславчицького району Вінницької області. Потім — дільничний агроном—ентомолог Рахнянської машинно-тракторної станції (з 1958 року — ремонтно-тракторної станції) Шпиківського (Шаргородського) району Вінницької області.

## Нагороди
- медаль «За доблесну працю у Великій Вітчизняній війні 1941—1945 років»
- почесна грамота Вінницького обкому КПУ та облвиконкому (7.03.1960)